# Arándiga
Arándiga ist ein nordspanischer Ort und eine Gemeinde (municipio) mit nur noch 264 Einwohnern (Stand: 2024) im Nordwesten der Provinz Saragossa im Westen der Autonomen Region Aragonien. Der Ort gehört zur bevölkerungsarmen Serranía Celtibérica.

## Lage und Klima
Der Ort Arándiga liegt auf einem burggekrönten Felsen am Südufer des Río Aranda ca. 40 km (Luftlinie) südöstlich der maximal ca. 2315 m hohen Sierra de Moncayo knapp 70 km (Fahrtstrecke) südwestlich der Provinzhauptstadt Saragossa nahe der Grenze zur altkastilischen Provinz Soria in einer Höhe von ca. 460 m. Das Klima ist gemäßigt bis warm; Regen (ca. 375 mm/Jahr) fällt mit Ausnahme der trockenen Sommermonate übers Jahr verteilt.

## Bevölkerungsentwicklung
| Jahr      | 1857  | 1900  | 1950  | 2000 | 2017 |
| Einwohner | 1.124 | 1.121 | 1.197 | 503  | 308  |

Die Mechanisierung der Landwirtschaft, die Aufgabe bäuerlicher Kleinbetriebe und der damit verbundene Verlust von Arbeitsplätzen führten seit der Mitte des 20. Jahrhunderts zu einem deutlichen Rückgang der Bevölkerung (Landflucht).

## Wirtschaft
Jahrhundertelang lebten die Bewohner des Ortes direkt oder indirekt als Selbstversorger von der Landwirtschaft, zu der auch die Viehhaltung gehörte. Die Verarbeitung von Schafwolle war im 16. und 17. Jahrhundert ein bedeutender Wirtschaftsfaktor. Heute spielen Obstbaumplantagen, Weinbau und vor allem der Knoblauchanbau wesentliche Rollen im Wirtschaftsleben des Ortes; außerdem werden Ferienwohnungen (casas rurales) vermietet.

## Geschichte
Keltiberische, römische oder westgotische Siedlungsspuren wurden bislang nicht entdeckt. Im 8. Jahrhundert drangen arabisch-maurische Heere bis ins obere Ebro-Tal vor; zuweilen wird die örtliche Burg mit den Mauren in Verbindung gebracht. Um das Jahr 1120 wurde die Gegend von Alfons I. von Aragón zurückerobert (reconquista). Später war sie zwischen den Königreichen Aragón und Kastilien umstritten (Guerra de los Dos Pedros); dieser Streit endete erst mit der Eheschließung der Katholischen Könige Isabella I. von Kastilien und Ferdinand II. von Aragón im Jahr 1469.

## Sehenswürdigkeiten

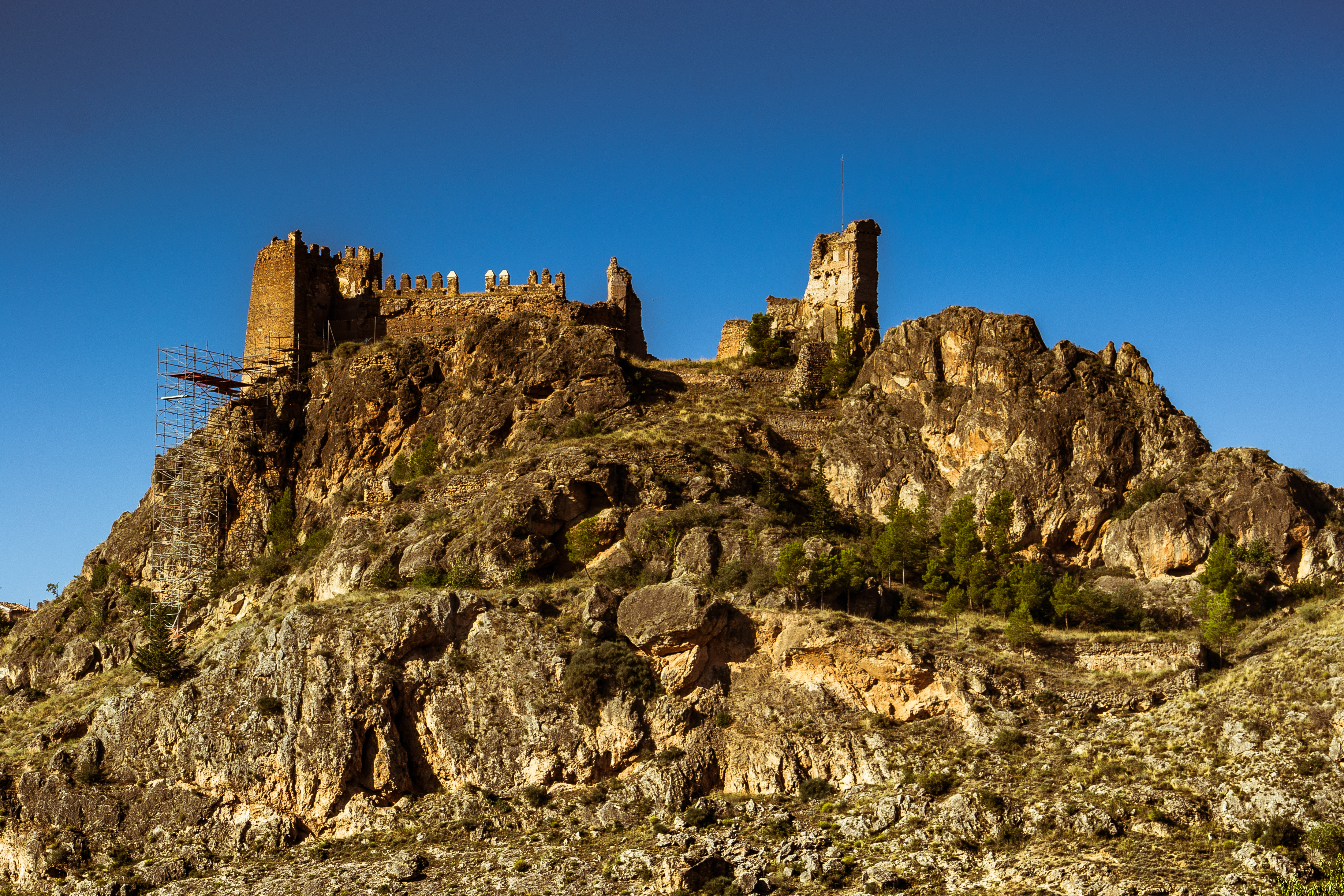
Burg in Arándiga

- Eine Burg (castillo) existierte wohl schon in maurischer Zeit; sie wurde im 13. und 14. Jahrhundert von den Christen ausgebaut, aber wahrscheinlich in den Auseinandersetzungen mit Kastilien zerstört.[4][5]
- Die Kirche San Martín de Tours ist eine innen wie außen eher schmucklose einschiffige Kirche mit Seitenkapellen, die um die Mitte des 17. Jahrhunderts anstelle eines romanischen Vorgängerbaus errichtet wurde. Das Kirchenschiff hat Emporen und ein Stichkappengewölbe.[6]

Umgebung
- Die Ermita de Nuestra Señora de la Purísima Concepción stammt aus dem 18. Jahrhundert.[7]
- Es existieren noch fünf von ehemals etwa 30 eisernen Wasserrädern (norias), die bis weit ins 20. Jahrhundert hinein zur Bewässerung der Felder und Gärten (huertas) genutzt wurden.